# Премия Поля Рёйтера
Премия Поля Рёйтера (англ. Paul Reuter Prize) — премия за сочинения в области международного гуманитарного права. Учреждена в 1983 г. Фондом Поля Рёйтера, созданным франко-люксембургским правоведом Полем Рёйтером. Присуждается начиная с 1985 г. каждые три года.

## Лауреаты
- 1985 — Мохаммед Эль Куэн (Сирия) «Фундаментальные гарантии личности в гуманитарном праве и права человека» (фр. Les garanties fondamentales de la personne en droit humanitaire et droits de l'homme)
- 1988 — Хизер Уилсон (США), «Международное право и применение силы национально-освободительными движениями» (англ. International Law and the Use of Force by National Liberation Movements)
- 1991 — Эдуард Кваква (Гана) «Тенденции в международном праве вооружённых конфликтов» (англ. Trends in the International Law of Armed Conflict: Claims relating to Personal and Material Fields of Application)
Алехандро Валенсия Вилья (Колумбия) «Гуманизация войны: Применение международного гуманитарного права к вооружённому конфликту в Колумбии» (исп. La humanización de la guerra: la aplicación del derecho internacional humanitario al conflicto armado en Colombia)
- 1994 — Эрик Давид (Бельгия), «Правовые принципы вооружённых конфликтов» (фр. Principes de droit des conflits armés).
- 1997 — Джеффри Бест (Великобритания), «Война и право после 1945 года» (англ. War and Law since 1945)
Энтони Роджерс (Великобритания), «Право на поле боя» (англ. Law on the Battlefield)
- 2000 — Илиас Бантекас (Греция), «Принципы индивидуальной ответственности за нарушения международного гуманитарного права после Международного трибунала по бывшей Югославии» (англ. Principles of Individual Responsibility for Violations of International Humanitarian Law after the ICTY)
- 2003 — Рут Абриль Стоффельс (Испания), «Гуманитарная помощь в вооружённых конфликтах: правовые основания, руководящие принципы и механизмы реализации» (англ. La Asistencia Humanitaria en los Conflictos Armados: configuración jurídica, principios rectores y mecanismos de garantía).
- 2006 — Мартен Званенбург (Нидерланды), «Ответственность миротворческих операций» (англ. Accountability of Peace Support Operations)